# Buchnera pusilla
Buchnera pusilla är en snyltrotsväxtart som beskrevs av Carl Sigismund Kunth. Buchnera pusilla ingår i släktet Buchnera och familjen snyltrotsväxter. Inga underarter finns listade i Catalogue of Life.